# Janusz Paweł Ostrogski
Janusz Paweł Ostrogski (ur. 1597, zm. 6 sierpnia 1619 w Lublinie) – książę, poseł na sejm zwyczajny w 1618 roku.

## Życiorys
Syn księcia Aleksandra Ostrogskiego i Anny z Kostków. W 1603 roku zmarł jego ojciec, pretensje do sprawowania opieki nad nim i rodzeństwem zgłosiła rodzina ojca, ostatecznie jednak, w 1604 roku pełne prawo do opieki nad dziećmi i dysponowania majątkiem otrzymała matka, Anna Ostrogska.
W latach 1605–1607 zmarli jego bracia: Wasyl, Krzysztof i Aleksander. Na przełomie 1608 i 1609 roku wraz z bratem Konstantym Aleksandrem przeszedł na katolicyzm. W latach 1609–1611 byli uczniami kolegium jezuickiego w Jarosławiu, następnie przez jakiś czas studiowali na Uniwersytecie w Lowanium, w Ratyzbonie zostali także przyjęci na audiencji przez cesarza Macieja Habsburga, a w Rzymie zostali przyjęci przez papieża Pawła V. Podczas podróży po Europie najprawdopodobniej zarazili się kiłą. Do Jarosławia powrócili w 1615 roku. 
W 1616 roku matka przekazała jemu i bratu większość dóbr po ojcu, stali się wówczas właścicielami 16 zamków, 38 miast, 494 wsi, 213 folwarków i 8 wójtostw. W 1617 roku obaj bracia byli obecni w obozie Stanisława Żółkiewskiego w Buszy, podczas podpisania traktatu w Buszy. W styczniu 1618 roku obaj bracia zostali wybrani posłami na sejm, który obradował w lutym tego samego roku w Warszawie. W drodze powrotnej, w Lublinie zmarł książę Konstanty Aleksander. Po śmierci brata Janusz Paweł stał się jedynym dziedzicem majątku i jednym z największych właścicieli ziemskich w Rzeczypospolitej. 
We wrześniu 1618 roku wraz ze swoimi oddziałami brał udział w bitwie pod Oryninem. W 1619 roku starał się o rękę Izabeli Daniłowiczówny, córki Mikołaja Daniłowicza, ostatecznie mężem Izabeli został jednak Jerzy Ossoliński. 
6 sierpnia 1619 roku w Lublinie sporządził swój testament, tego samego dnia zmarł. Pochowany został w kaplicy fary w Jarosławiu, obok swojego brata Konstantego Aleksandra.